# II. Argisti

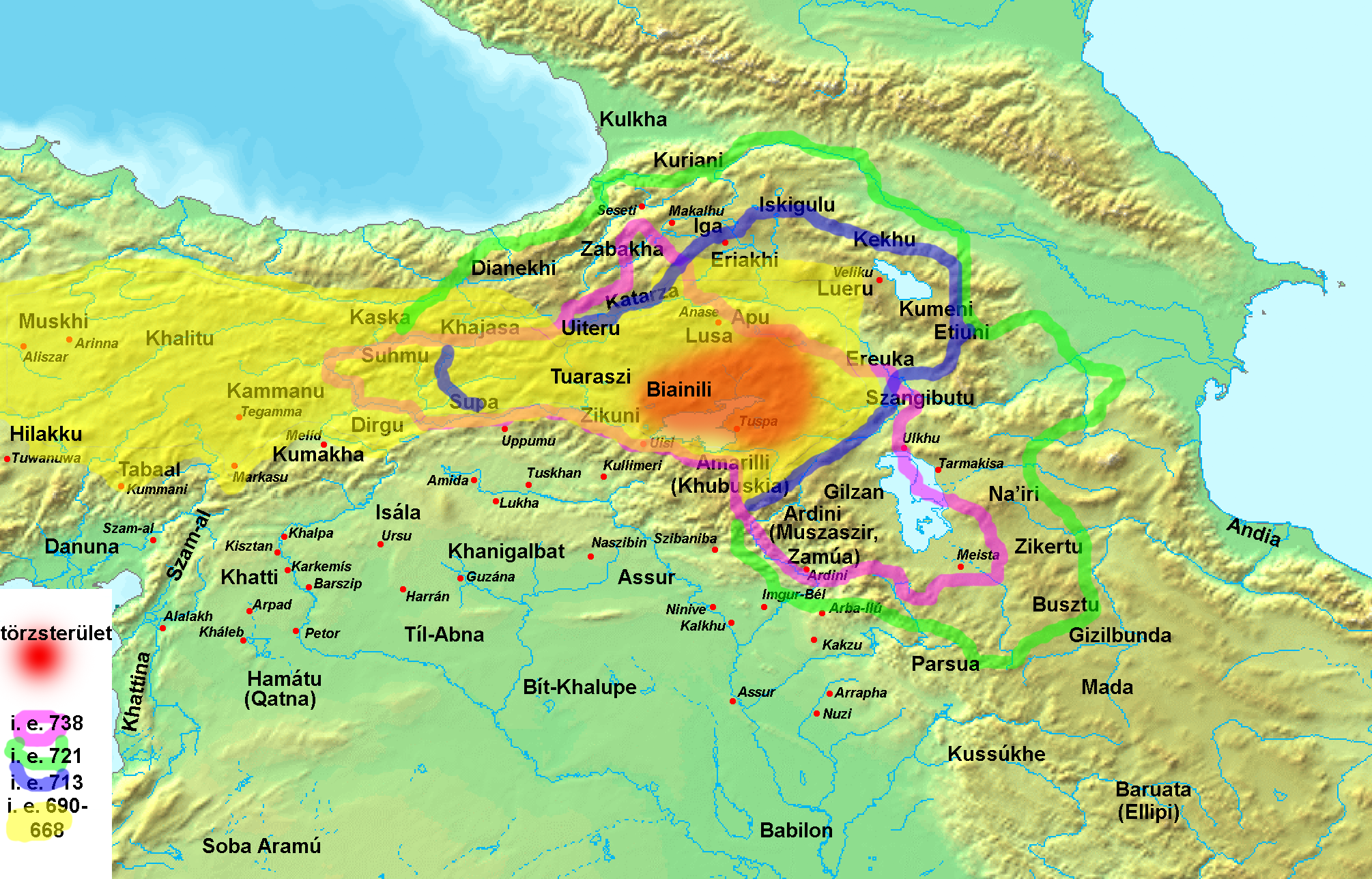
Urartu területváltozásai i. e. 738-tól

II. Argisti (asszír Argišta) Urartu királya az i. e. 7. század elején. I. Rusza fia, apja egyes források szerint i. e. 714-ben halt meg a II. Sarrukínnal folytatott harcokban, mások szerint i. e. 713-ban öngyilkos lett. Argisti azonban csak i. e. 708-ban tűnik fel a forrásokban – Sarrukín egyik évkönyvében –, a köztes időszakról gyakorlatilag semmi sem tudni. Valószínűleg a kimmerekkel kellett hadakozni, akik északról és nyugatról törtek be a meggyengített országba.
Sarrukín i. e. 705-ben meghalt. Fia, Szín-ahhé-eríba nem tartozik a jelentős asszír hódítók közé, sőt apja északi hódítmányait sem sikerült megtartani. Urartu jelentős területeket vívott vissza, egyes helyeken elérték a II. Szarduri idejében fennálló határokat. Sőt mélyen az asszír anyaországban is portyáztak urartui erők. A nagyobb városokat az Urmia környékén, köztük Muszaszir területén is visszafoglalták, sőt a Tigris déli partján álló Kalhu környékéig jutottak. E győzelmek arra kényszerítették Asszíriát, hogy békét kössenek Urartuval, amellyel beköszöntott a „hosszú béke” kora. Argisti hosszú hátralévő uralkodását aranykornak is szokták nevezni, a hosszú béke gazdasági jóléttel is járt.
Argistitől több felirat maradt hátra, amelyek már a mai örmény nyelv ősének nevezhető urartui nyelven íródtak. Ezek közül jelentős a Tanahat-sztélé és a Zagan-hegyi felirat. Három Kelet-Azerbajdzsánban talált felirat azt bizonyítja, hogy egészen a Kaszpi-tengerig hatolt hadjáratai során.